# Archaeocyon falkenbachi
Archaeocyon falkenbachi is een fossiele hondachtige uit de Borophaginae. Er is slechts één exemplaar bekend, uit het Midden-Arikareean van Niobrara County in Wyoming. Het fossiel is genoemd naar Charles H. Falkenbach, die veel naar fossielen heeft gezocht in Wyoming. Het enige exemplaar is kleiner dan andere Archaeocyon-soorten, maar het schijnt wel een volwassen exemplaar te zijn.